# Château de Monthoux
Ne doit pas être confondu avec le château de Monthoux de Pringy (Haute-Savoie).
Le château de Monthoux (orthographié parfois Montoux, Monthouz, Monthous) est un ancien château fort, construit vers la fin de la première moitié du XIIIe siècle, situé sur le territoire de la commune de Vétraz-Monthoux, dans le département de la Haute-Savoie, en région Auvergne-Rhône-Alpes. Entre les XIIIe et XVe siècles, il était le siège d'une châtellenie.

## Localisation
Le château était installé sur une colline à l'entrée de la vallée de l'Arve, dominant le bourg d'Annemasse, entouré par la montagne des Voirons au nord-est et le Petit Salève au sud-ouest,. Le château est installé à l'extrémité septentrionale de la colline, orientée nord-est,. Cette situation porte le toponyme de Haut Monthoux. En contrebas, sur sa gauche s'écoule l'Arve,. Le château, situé à 567 m d'altitude, contrôle les deux routes permettant de rejoindre depuis Annemasse les bourgs de Bonne ou celle menant à Bonneville,.
En face se situe le château de Mornex, qui contrôle l'autre rive, et appartenant aux sires de Genève.
L'historien Alfred Fierro rapporte dans sa thèse « Les enquêtes de 1339 en Dauphiné et en Faucigny, intérêt démographique » une description du château qui est « situé près de la ville de Genève, à la distance d'une lieue, d'où il voit toute la cité et à peine est-il possible de sortir de Genève sans être vu dudit château » (p. 70).
La chapelle du château appartient à l'évêché de Genève, et devient un point de tension entre le baron de Faucigny et l'évêque,.

## Historique
L'archéologue suisse, Louis Blondel, considère que la colline pouvait avoir accueilli une première fortification. En tout cas, c'est à cet emplacement, que le baron de Faucigny, Aymon II, fait édifier « peu avant 1245 », à la frontière avec le comté de Genève, en même temps que la villeneuves et le château d'Hermance, le bourg et le château de Monthoux,. Pour chacune d'elles, un château est édifié. Le pape Innocent IV autorise par bulle la création d'une chapelle dans le château,. Il est la propriété de la famille de Faucigny, Aymon II puis sa fille Agnès qui épouse Pierre, fils du comté de Savoie. Il passe ensuite à leur fille, la future Grande dauphine, Béatrix qui épouse le dauphin de Viennois, Guigues VII.
La Dauphine Béatrice le met en gage lorsqu'elle est captive de sa tante, en 1269, puis l'année suivante il passe en gage à son oncle, le comte Philippe Ier. En mai 1293, Béatrice de Faucigny le cède au comte Amédée V de Savoie, son cousin. Le mois suivant, la Grande Dauphine rend hommage au comte de Savoie pour le château.
L'édification du château de Gaillard en 1304  est contesté par Hugues, seigneur de Faucigny et fils du Dauphin du Viennois,, fils du Dauphin de Viennois, Humbert Ier. Hugues considère que le château avait été édifié sur ses terres, chose que le comte de Genève ne peut accepter,. Il faisait surtout au château de Monthoux, contrôlait l'entrée par le nord du Faucigny. Une transaction est convenue à l'occasion d'une rencontre au château de Mornex, le 13 octobre 1304,. Les deux seigneurs conviennent notamment que les châteaux de Menthou et de Gaillard se doivent protection mutuelle, enfin en cas d'attaque du comte de Savoie, ils promettent de se soutenir.
Lors du traité de paix entre le comte de Savoie et la Grande Dauphine Béatrice d'août 1308, les châteaux de Faucigny, de Bonne, de Monthoux, de Bonneville, du Châtelet-de-Credo, d'Alinge-le-Vieux et de Lullin, avec leurs mandements et juridictions . 
Le 22 avril 1532, Michel de Viry vend le château et le mandement à Michel Guillet, « pour le prix de 1400 écus d'or et 600 écus d'or pour droit de rachat et aussi les droits de racheter les dîmes qui se trouvent près de Collonges ». Les nouveaux propriétaires prennent désormais le nom de Guillet de Monthoux.

## Description
La fortification ou castrum comprend un château (donjon) avec une muraille, un village, en contrebas, et une église, entourés d'une enceinte,.
Selon Louis Blondel, le retable de Saint-Pierre du peintre Konrad Witz, datant de 1444, possède un paysage sur lequel est représenté le château. D'après l'étude de ce paysage, on peut voir le donjon imposant (estimé de 29 m sur 29 m), sur lequel on aperçoit une tour plus haute,.

## Châtellenie de Monthoux
Le château de Monthoux est le centre d'une châtellenie, dit aussi mandement, du Faucigny. Durant la période delphinale, le Faucigny est organisé (à partir de 1342-1343) autour de quinze châtellenies, dont Monthoux.
La châtellenie, au XIVe siècle, comprend les paroisses de Haut et Bas-Monthoux, d'Annemasse, d'Ambilly, Sales et Vétraz,.
| Commune     | Nom                                  | Type    |
| ----------- | ------------------------------------ | ------- |
| Étrembières | château des Terreaux ou de Châtillon | château |
| Monthoux    | Château de Monthoux                  | château |

Dans le comté de Savoie et la région, le châtelain est un « [officier], nommé pour une durée définie, révocable et amovible »,. Il est chargé de la gestion de la châtellenie ou mandement, il perçoit les revenus fiscaux du domaine, et il s'occupe de l'entretien du château.
De 1536 à 1567, la partie nord du duché est occupée par les Bernois. Après 1567, les châtelains ne gardent plus qu'un rôle judiciaire, la fonction militaire étant dévolue à des fonctionnaires qui portent le titre de capitaine, commandant ou encore gouverneur de la fortification.

### Fonds d'archives
- Série : Comptes des châtellenies (1332-1445). Fonds : Comptes de châtellenie et de subsides; Cote : SA 13982-13995. Chambéry : Archives départementales de la Savoie (présentation en ligne).« Monthoux »
- Série : Comptes des châtellenies (XIIIe siècle-XVIe siècle). Fonds : Inventaire-Index des comptes de châtellenie et de subsides; Cote : SA. Chambéry : Archives départementales de la Savoie (présentation en ligne).p. 395-404, « Châtellenie de Montfalcon »

### Régeste genevois
Mentions dans le Régeste genevois (1866), que l'on peut consulter en ligne dans le Répertoire chronologique des sources sur le site digi-archives.org de la Fondation des Archives historiques de l'Abbaye de Saint-Maurice (Suisse) :
1. ↑  Paul Lullin et Charles Le Fort, Régeste genevois : Répertoire chronologique et analytique des documents imprimés relatifs à l'histoire de la ville et du diocèse de Genève avant l'année 1312, Société d'histoire et d'archéologie de Genève, 1866, 542 p. (lire en ligne), p. 510, Table alphabétique générale, « Monthoux » (lire en ligne).
2. 1 2 3  Bulle pontificale d'Innocent IV en date du 18 août 1245 (REG 0/0/1/771).
3. ↑  Bulle pontificale d'Innocent IV en date du 3 février 1249 (REG 0/0/1/804).
4. ↑  Acte du 15 novembre 1269 (REG 0/0/1/1053).
5. ↑  Compromis sur l'héritage d'Aymon de Faucigny, date du 13 février 1270 (REG 0/0/1/1053).
6. ↑  Donation du 26 mai 1293 (REG 0/0/1/1374). Règlement du 27 mai 1293 (REG 0/0/1/1375).
7. ↑  Hommage du 13 juin 1293 (REG 0/0/1/1376)
8. 1 2 3 4  Transaction du 13 octobre 1304 (REG 0/0/1/1532).
9. ↑  Traité de paix fait à Montmélian entre le comte de Savoie et la Dauphine du 16 août 1308 (REG 0/0/1/1625).